# Colossendeis macerrima
Colossendeis macerrima är en havsspindelart som beskrevs av Wilson, E.B. 1881. Colossendeis macerrima ingår i släktet Colossendeis och familjen Colossendeidae. Inga underarter finns listade i Catalogue of Life.